# Luskoun velký
Luskoun velký (Manis gigantea) obývá Senegal, západní Keňu, jih Rwandy, Republiku Kongo, Demokratickou republiku Kongo a severozápad Angoly, biotop mokřad kolem napajedel, řídkých lesů a savan. Jeho hmotnost je 25–35 kg, březí je cca 5 měsíců a rodí jedno mládě.

## Morfologie
Luskoun velký je největší z luskounů, nemá ušní boltce, tělo je pokryté velkými zakulacenými šupinami. Hrabe si dlouhé podzemní nory, ve kterých přespává a vychovává mládě.

## Rozmnožování
Obě pohlaví žijí odděleně, proto se samec na výchově nepodílí. Samice rodí 1 mládě s měkkými šupinami, které teprve druhý den tvrdnou. Vychovává je v noře. Pokud je mládě ohrožené, dokáže se stočit kolem něj a zabalí ho na břiše. V pozdějším věku vozí mládě na zádech. Kvůli velké náročnosti na chov se v zajetí nechová.

## Potrava
Pozemní druhy termitů a mravenců.